# Anisobas pulcher
Anisobas pulcher là một loài tò vò trong họ Ichneumonidae.